# Vieux cimetière de Rogljevo
Le vieux cimetière de Rogljevo (en serbe cyrillique : Старо гробље у Рогљеву ; en serbe latin : Staro groblje u Rogljevu) est situé à Rogljevo, dans la municipalité de Negotin et dans le district de Bor, en Serbie. Il est inscrit sur la liste des monuments culturels protégés de la République de Serbie (identifiant no SK 343).